# Telocricus latus
Telocricus latus är en mångfotingart som först beskrevs av Chamberlin 1915.  Telocricus latus ingår i släktet Telocricus och familjen storjordkrypare.
Artens utbredningsområde är Jamaica. Inga underarter finns listade i Catalogue of Life.